# Livada (okręg Vrancea)
Livada – wieś w Rumunii, w okręgu Vrancea, w gminie Mera. W 2011 roku liczyła 391
mieszkańców